# Gelblicher Ohrwurm

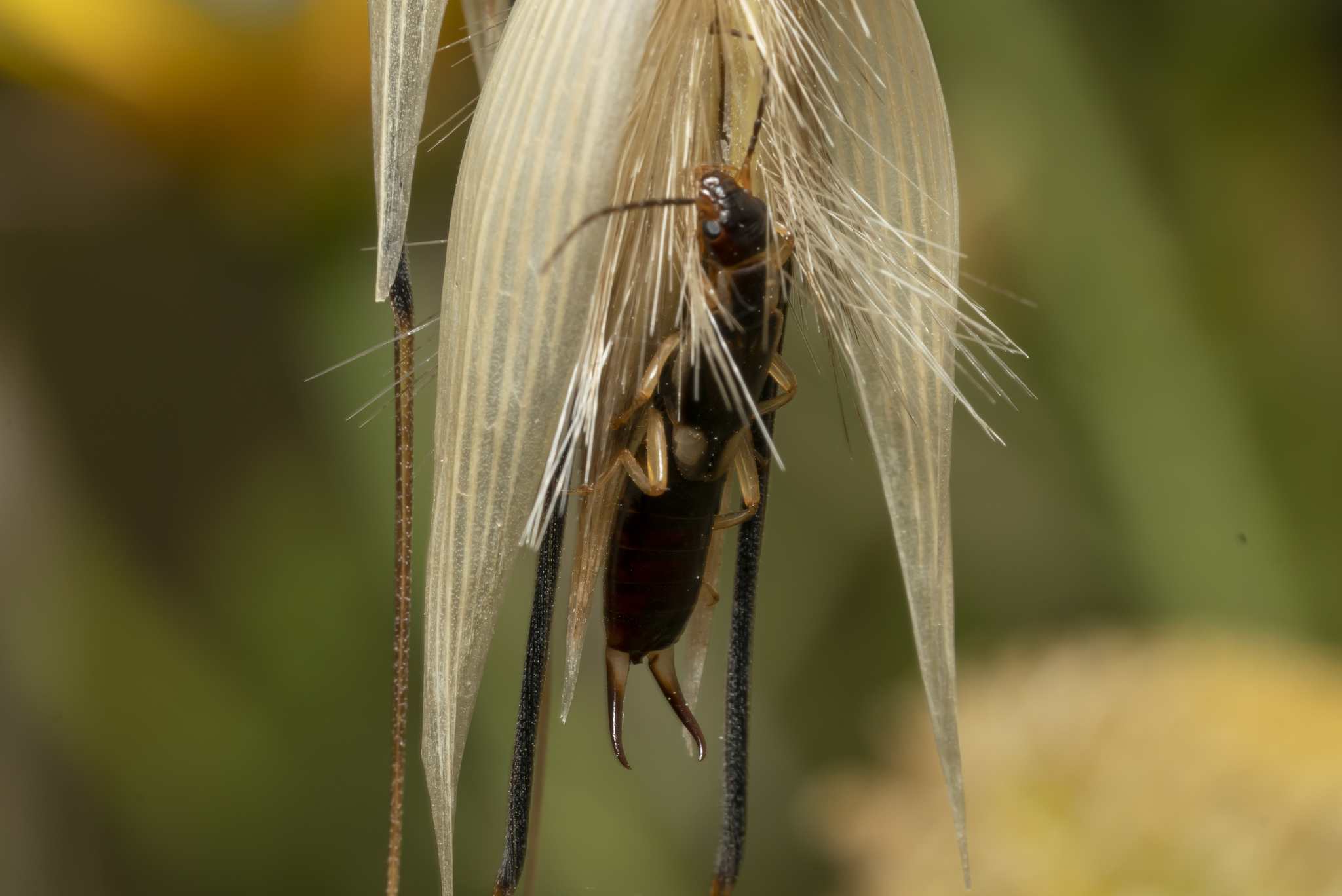
Weibchen

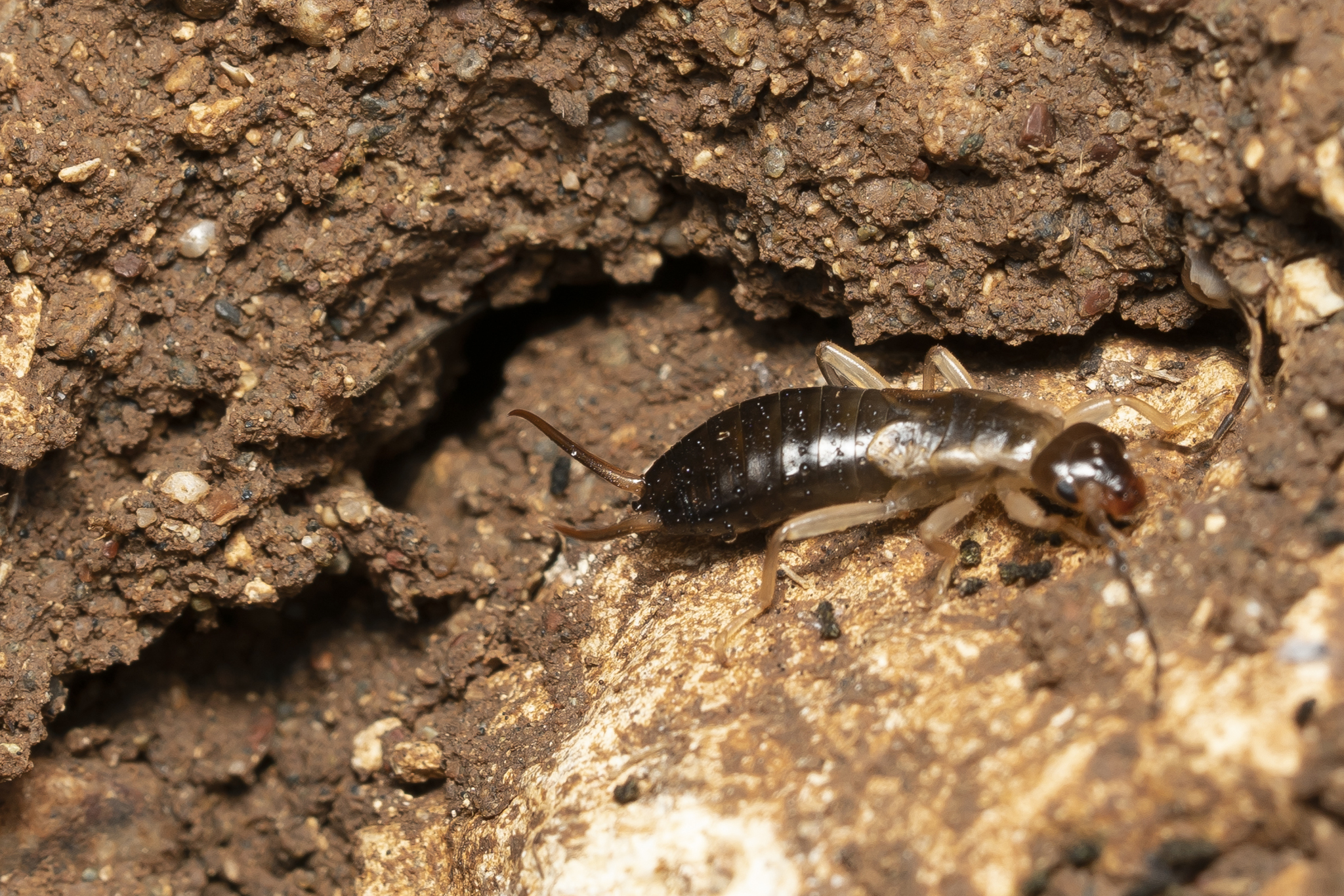
L4-Nymphe

Der Gelbliche Ohrwurm (Forficula lurida) ist eine Art der zu den Insekten gehörenden Ohrwürmer und von Griechenland bis in den Nahen Osten verbreitet.

## Merkmale
Die Körperlänge beträgt einschließlich der Zangen 14–19 mm. Der Kopf ist dunkelorange bis dunkel rotbraun gefärbt. Die Antennen, Beine, die Seitenränder des Pronotums, die Elytren, Hinterflügel und der innere Bereich der Cercibasen sind gelblich. Das Abdomen und der mittlere Bereich des Pronotums sind dunkel braunschwarz bis rötlichschwarz. Die Zange der Männchen besitzt eine breite Basis mit Zähnen. Die Basis endet jedoch nicht mit einem prominenten Zahn. Die Basis nimmt etwa ein Drittel bis die Hälfte der Zangenlänge ein. Der apikale Teil der Zange ist stark gebogen. Beim Penis der Männchen ist die Virga innerhalb der Penisloben kurz. Bei den Weibchen ist das Pygidium im Gegensatz zu den Männchen deutlich erkennbar. Ihre Zangen sind gerade und ungezahnt.
Nymphen
Die Nymphen sind gleichmäßig gelblichbraun bis graubraun gefärbt, im vierten Nymphenstadium sind sie dunkler, vor allem das Abdomen. Die Beine sind einfarbig dunkel gelblich, ebenso die Zange. Der Außenrand hat eine leichte Kante, die fast bis zur Spitze reicht. So erscheint die Zange dorsal dreikantig. Die Außenseiten sind mittig bis zu den Spitzen hin mit einzelnen kurzen Borsten besetzt. Das Pygidium ist einfach breit rundlich. Im letzten Stadium sind deutlich die Flügelansätze (Alae) dorsal sichtbar.
L1-Nymphen sind mit Zange ungefähr 5 mm lang und besitzen 8 Antennenglieder. Die Beine sind einfarbig grau, Gelenke und Füße etwas dunkler. Die Zange weist eine leicht eingesenkte Außenkante auf. Die Zange ist einfach langgestreckt, nach der Basis bis etwa zur Mitte zusammengehend, dann wieder einfach gerade und mit einzelnen Borsten besetzt. L2-Nymphen sind mit Zange ungefähr 7–9 mm lang und besitzen 10 Antennenglieder. Bei ihnen ist der Kopf dunkler, die Beine sind einfarbig grau, die Gelenke und Tarsen jedoch etwas dunkler. Das Mesonotum ist einfach, das Pygidium einfach rundlich. Die Zange ist leicht dreikantig, einfach langgestreckt und an den Seiten mit einzelnen Borsten besetzt. L3-Nymphen sind mit Zange ungefähr 10–11 mm lang und besitzen 11 Antennenglieder. Der Kopf ist dunkler und breiter als das Pronotum, die Beine sind einfarbig grau, das Mesonotum gut ausgebildet, mittig dunkler und ausgebuchtet. Das Metanotum ist auch mittig dunkler und die Flügelansätze (Alae) sind angedeutet sichtbar, ihre Räderung jedoch noch nicht sichtbar. Das Pygidium ist breit, die Hinterkante gerade mit leichten Spitzen an den Seitenkanten. Die Zange ist leicht dreikantig schlank und lang, an der Basis etwas breiter und zu den Spitzen hin leicht eingebogen. L4-Nymphen sind mit Zange ungefähr 11–12 mm lang und besitzen 12 Antennenglieder. Ihr Kopf ist bräunlich dunkel, Pronotum, Mesonotum und Metanotum sind mittig dunkel und mit einem breiten gelblichen Rand versehen. Das Abdomen ist dunkelbraun, die Zange hell gelblich. Die Flügelansätze und ihre Räderung sind deutlich sichtbar, das Pygidium ist breit und beinahe quadratisch, die Seitenwinkel sind scharfkantig. Die Zange ist leicht dreikantig und einfach geformt, an der Basis etwas breiter und zur Spitze hin leicht eingebogen.

### Ähnliche Arten
Eine sehr ähnliche Art ist Forficula auricularia. Bei F. auricularia sind die Zange und Beine dunkler gefärbt, was nicht immer gut zu erkennen ist. Die Zangen der Männchen unterscheiden sich jedoch, so enden die Zangenbasen bei F. auricularia meist mit einem spitzen Zahn und wirken kürzer und weniger massiv im Verhältnis zur Gesamtgröße der Zangen. Verwechslungen sind außerdem mit Forficula decipiens möglich, diese Art hat jedoch keine sichtbaren Hinterflügel und ist dunkler gefärbt. Andere Ohrwurmarten lassen sich auch im Feld optisch recht gut unterscheiden.

## Verbreitung
Das Verbreitungsgebiet erstreckt sich vom Osten Griechenlands (u. a. Attika, Peloponnes, Kreta, zahlreiche Inseln im Ägäischen Meer) über den Westen und Süden der Türkei und Zypern bis nach Syrien, in den Libanon und nach Israel. Nach Literaturangaben ist die Art darüber im Südosten bis in den Iran und nach Saudi-Arabien zu finden, außerdem im Süden Italiens und namentlich erwähnt im Irak.
Innerhalb des Verbreitungsgebiets gehört die Art oftmals zu den häufigsten Ohrwürmern und übertrifft die Populationsdichte des Gemeinen Ohrwurms (Forficula auricularia).

## Lebensweise
Die Art wird meist zwischen Oktober und Juni gefunden. Paarung und Eiablage finden vom Spätherbst bis in den Winter statt. Die Gelege werden in selbst angefertigten Brutkammern, meist unter Gegenständen wie Holz oder Steinen, abgelegt. Es werden zwei Gelege produziert, mit 20–30 weißlichen Eiern. Diese messen 1 × 1,1 mm. Zwischen den Gelegen verbleibt ein Zeitraum von 22 bis 35 Tagen. Die Weibchen führen die für Ohrwürmer typische Brutpflege durch und bewachen in der Zeit die Eier und Larven. Die Nymphen schlüpfen ungefähr im Januar und Februar. Sie verbleiben bis kurz vor der Häutung zum dritten Nymphenstadium in der Brutkammer des Weibchens, entfernen sich mit steigendem Alter aber häufiger vom Nest. Nach dem Durchlaufen der vier Nymphenstadien findet die Adulthäutung im März oder April statt. Für die gesamte Postembryonalentwicklung benötigen die Nymphen 36–49 Tage.
Die nachtaktiven Tiere verstecken sich am Tag beispielsweise unter Holz und Steinen. Dabei kann es zu Aggregationen kommen. Vor allem bei Hitze und im Sommer bleiben die Tiere versteckt. Erst bei Temperaturen unter 20° C streifen sie umher. Dies erklärt auch die Hauptaktivitätszeit von Herbst bis Frühling, da im südmeditteranen Raum hier geeignete Temperaturen und eine höhere Luftfeuchtigkeit herrschen.
Forficula lurida ernährt sich vorwiegend von pflanzlicher Kost, es werden aber auch kleine Wirbellose wie Blattläuse gefressen. In einer anderen Publikation wird auch eine karnivore Ernährung beschrieben, diese ist jedoch nur geringfügig belegt.

## Taxonomie
Ein Synonym der Art lautet Forficula orientalis Burr, 1900.